# Операция «Молния» (1995)
Операция «Молния» (серб. Операција Бљесак, хорв. Operacija Bljesak) — военная операция войск Хорватии по восстановлению контроля над западной Славонией в 1995 году. Область входила в состав непризнанной Республики Сербская Краина и находилась под надзором сил ООН. В течение 1—3 мая 1995 года хорватская армия заняла область, преодолев оборону сербов и ликвидировав эксклав. Операция привела к исходу из Западной Славонии большинства сербского населения и массовым жертвам среди мирных жителей.

## Предыстория

Сербские беженцы из Западной Славонии, 1991 год

В 1991 году, с началом распада Югославии, Западная Славония стала ареной ожесточенных боёв. Здесь произошли одни из первых сербско-хорватских столкновений — столкновения в Пакраце. Летом-осенью в этом регионе шли бои между ополчением из местных сербов и подразделений Югославской народной армии (ЮНА) с одной стороны, и новосозданной хорватской армией и силами МВД — с другой. 12 августа 1991 года была создана Сербская Автономная Область Западная Славония. На юге Западной Славонии силы сербов и ЮНА смогли расширить подконтрольную зону, проведя несколько эффективных наступлений. В то же время в октябре-декабре 1991 года хорватам удалось занять значительные районы на севере и в центре региона — до 60 % территорий, ранее бывших под контролем сербов и ЮНА. Хорватские военные операции «Откос-10» и «Оркан-91» сопровождались этническими чистками и убийствами сербского населения. К январю 1992 года из Западной Славонии были изгнаны до 70 000 сербов. Хорватской стороной в Пакрачка-Поляне был создан лагерь, где были убиты десятки сербов. В сербской историографии лагерь именуется «лагерем смерти».
В начале 1992 года сербская автономия реально контролировала только Окучани и часть Пакраца. Формально, в её состав входили также Дарувар и Грубишно-Полье, однако они находились под контролем хорватской армии. В феврале 1992 года Западная Славония присоединилась к Сербской Краине. В рамках РСК её территория насчитывала 508 км². В 1993 году её население составляло от 23 000 до 29 000 человек. Социальное и экономическое положение экслава было довольно тяжелым, вплоть до 1994 года в ряде сел около Пакраца отсутствовало электричество, внешнее сообщение осуществлялось только через мост на реке Саве. С севера, востока и запада эксклав окружали позиции хорватской армии и спецназа МВД.
18 февраля 1993 года хорватское правительство и местная сербская власть в лице Велько Джакулы подписали Даруварское соглашение. Оно держалось в секрете и было подписано без ведома центральных властей Сербской Краины. Соглашение предусматривало открытие транспортных коммуникаций через Западную Славонию, начало процесса возвращения беженцев и переговоры по социальным вопросам. Однако когда о соглашении стало известно в Книне, Джакула был арестован по обвинению в шпионаже и измене.
В апреле 1995 года в Западной Славонии нарастала напряженность. По приказу президента РСК Милана Мартича, 24 апреля автомагистраль через регион, во времена СФРЮ известная как шоссе «Братство-Единство» закрывалась на сутки. Глава хорватской переговорной делегации Хрвое Шаринич пригрозил военной операцией, если трасса не будет открыта. Тем не менее, движение по шоссе возобновилось в установленное президентом РСК время — 25 апреля в шесть часов утра.
25-27 апреля в Западной Славонии находились Мартич и главнокомандующий армией Милан Челекетич. Они заявили, что ситуация вокруг трассы спокойная и что армия готова защитить эксклав. 28 апреля на заправочной станции в Градишке своим односельчанином-хорватом был убит серб Тихомир Благоевич. В ту же ночь, на сербском участке шоссе были убиты несколько хорватов. Хотя МВД Сербской Краины не смогло установить, кто именно убил хорватов на шоссе, получила распространение версия, что сделано это было братом убитого Тихомира Благоевича.
По мнению сербской стороны, инцидент на шоссе хорватская сторона использовала как повод для начала наступления на Западную Славонию.
В 21:05 28 апреля шоссе было закрыто вновь. Однако хорватский транспорт продолжал движение через эксклав. Предотвратить противостояние смогли представители СООНО, но в 23:05 шоссе было кончательно блокировано сербами.

Западная Славония
Сербская Краина, регион Бания
Магистраль Белград—Загреб, бывшая «Братство-Единство»
Другие дороги1 — Окучани, 2 — Новска, 3 — Нова-Градишка, 4 — Пакрац, 5 — Липик, 6 — Стара-Градишка, 7 — Нови-Варош, 8 — Драгалич, 9 — Цаге, 10 — Биела-Стена, 11 — Райич, 12 — Ясеновац, 13 — Брочице, 14 — Драксенич, 15 — Градишка, 16 — Церник

29 апреля в 15:00 при посредничестве миротворцев прошли сербско-хорватские переговоры. На просьбу возобновить движение по автотрассе сербская сторона ответила отказом. Миротворцы СООНО продолжали переговоры и 30 апреля в 18:00 было заявлено, что 1 мая в 6:00 шоссе будет открыто. Через два часа командующий сербскими силами в Западной Славонии полковник Бабич опровергает это сообщение и по-прежнему отказывается разблокировать автотрассу. Министр обороны Радослав Таньга попытался договориться с генералом Челекетичем, однако тот поддержал Бабича и указал на аналогичное решение президента Мартича. Военные мотивировали отказ возобновить движение по трассе наличием крупных сил хорватской армии в населённых пунктах Кутина, Новска, Пакрац, Липик и Нова Градишка. Ещё 28 апреля полковник Бабич объявил мобилизацию 18-го корпуса краинской армии, которая была почти полностью выполнена к 30 апреля.
По сообщениям с наблюдательных пунктов миротворцев, 30 апреля хорваты продолжали наращивать численность уже дислоцированных на позициях подразделений. По версии СООНО, вечером того же дня генерал хорватской армии Лука Джанко отправил депешу командующему миротворческими силами в секторе «Запад» генералу Маталану с предупреждением о возможности начала боевых действий в Западной Славонии. Депеша была получена миротворцами 1 мая в 2:30.
Между тем, по утверждениям сербской стороны, вечером 30 апреля офицеры непальского батальона встретились с хорватскими военными в селе Драгалич. Там миротворцы и узнали время начала хорватской операции, после чего начали покидать наблюдательные посты. Депеша с подтверждением этой информации была получена в Книне вечером того же дня, однако не была воспринята всерьез.
Западная Славония находилась под защитой миротворцев ООН и в миссии СООНО была обозначена как «сектор Запад». В регионе находились три миротворческих батальона — аргентинский, иорданский и непальский. По утверждениям сербской стороны, представители СООНО неоднократно давали гарантии защитить Западную Славонию в случае хорватской атаки.

## Подготовка операции. Силы сторон

### Хорватская армия
План взятия под контроль Западной Славонии хорватским Генштабом начал разрабатываться 5 декабря 1994 года. Его разработкой руководили генералы Бобетко, Марекович и Джанко. Через некоторое время был передан на утверждение президенту Туджману. Затем он поступил в подразделения, которые на протяжении трех месяцев готовились к операции. План операции, которая получила название «ВӀјеѕak», предполагал одновременную атаку по всей линии фронта, а главные удары предполаглось нанести на восточном (от Нова-Градишки) и западном направлениях (со стороны Новской) вдоль шоссе через экслав.
Для наступления были созданы три ударные группировки:
- восточная (2-й батальон 3-й гвардейской бригады с танковой ротой 105-й бригады, 4-й батальон 5-й гвардейской бригады, 121-й Домобранский полк, 81-й отдельный гвардейский батальон, 265-я разведывательно-диверсионная рота, батальон 123-й бригады и батальон спецназа МВД. Это направление атаки должна была поддерживать ракетно-артиллерийская группа-1, в которую входили 1-й батальон 16-й ракетно-артиллерийской бригады и 18-й артиллерийский батальон)[1]
- северная (52-й Домобранский полк, 105-я пехотная бригада, батальон спецназа МВД и батарея, укомплектованная 76-мм орудиями ЗИС)[1]
- западная (2-й батальон 1-й гвардейской бригады, 1-й батальон 2-й гвардейской бригады с танковой ротой, 1-й батальон 3-й гвардейской бригады с танковой ротой и разведротой, батальон спецназа МВД. Для захвата Ясеноваца был выделен 125-й Домобранский полк. Этим подразделениям оказывала поддержку ракетно-артиллерийская группа-2, состоявшая из двух ракетно-артиллерийских дивизионов 2-й и 3-й гвардейских бригад и 2-го батальона 16-й ракетно-артиллерийской бригады)[1]

Для прикрытия войск от авиации задействовали 4-й батальон 15-й бригады ПВО. Также поддержку хорватским подразделениям оказывали ВВС с аэродрома Плесо (Загреб). На месте операцией руководил генерал Лука Джанко.
Длительный период перед атакой хорватская сторона вела мероприятия пропагандистского характера, стремясь использовать как хорватов, живущих в Западной Славонии, так и определённое количество местных сербов. Хорватская полиция закрывала глаза на контрабандную деятельность в приграничной зоне, в то же время от сербов, участвующих в ней, требовала подписать так называемые «домовницы» — листы лояльности хорватской власти. Помимо контрабандистов, подписать эти документы предлагалось всем сербам, живущим в эксклаве. По оценкам генерала Секулича, всего «домовницы» подписали до 1000 человек.

### Армия Сербской Краины
В 1991—1992 годах в Западной Славонии воевали Югославская народная армия, силы краинской территориальной обороны, краинское МВД и добровольческие отряды. После вывода ЮНА весной 1992 года началась реорганизация местных сербских сил. В октябре—ноябре 1992 года они были организованы в 18-й Западно-Славонский корпус, который весной 1995 года возглавлял полковник Лазо Бабич. Помимо 18-го корпуса в области были подразделения МВД Сербской Краины. В состав 18-го корпуса входили:
- Штаб
- 51-я легкопехотная бригада (Пакрац) под командованием полковника Стево Харамбашича
- 54-я пехотная бригада (Окучани) под командованием подполковника Стево Бабаца
- 98-я легкопехотная бригада (Райич) под командованием полковника Миланко Бабича
- Тактическая группа — 1 (Ясеновац) под командованием подполковника Боривое Павловича
- 59-й отряд под командованием майора Владо Гатарича
- 63-й отряд под командованием майора Боро Добрича
- 18-й интервентный батальон
- 18-й смешанный артиллерийский полк под командованием подполковника Бранко Црльеницы
- 91-я база тылового обеспечения
- рота связи
- инженерная рота
- рота военной полиции
- разведывательная рота

По данным генерала Секулича, 18-й корпус краинской армии насчитывал около 4000 человек. Из них офицерами были 28, а подофицерами — 22 человека. По данным российского исследователя Александра Ионова, на момент хорватской атаки в корпусе было около 2000 бойцов. При этом штаб корпуса регулярно слал в Книн доклады, искажающие реальное положение в корпусе. Особой проблемой было существование нескольких паравоенных групп, которые преимущественно занимались контрабандой и разного рода криминалом и мало обращали внимание на командование 18-го корпуса. Тяжелое вооружение находилось на специальных складах под надзором миротворцев ООН.

## Ход операции

### 1 мая

Наступающие хорватские войска

Хорватская атака началась 1 мая в 5:30 действиями хорватской артиллерии по Ясеновацу, Пакленице, Шеовице, лесу Прашник и Стара-Градишке. Через 5 минут полковник Бабич был извещён об обстреле Ясеноваца. Бойцы 18-го корпуса немедленно забрали танки и артиллерию со склада миротворцев в Стара-Градишке. Сербская артиллерия начала ответный обстрел Кутины и Нова-Градишки и наступающих хорватских войск. В артиллерийской перестрелке был задет аргентинский батальон СООНО.
Первый удар с западного направления хорваты нанесли в стык позиций Тактической группы и 98-й бригады. Батальон 125-й бригады хорватской армии, часть отряда спецназа бригады МВД «Лучко» и формирований МВД Сисачко-Масловачской жупании двинулись на Ясеновац. Город обороняла Тактическая группа-1 под командованием подполковника Боривое Павловича. По спискам она насчитывала 450 бойцов, однако утром 1 мая хорватским войскам сопротивление оказали только 60 человек. Боевое соприкосновение началось в 6:30, а к 9:00 хорваты при поддержке нескольких танков заняли город. После этого они продолжили движение вдоль берега реки Савы. Сербские солдаты и мирное население отступили на территорию Республики Сербской. При форсировании Савы утонул один из бойцов ТГ-1.
Основная часть 125-й бригады, 1-й батальон 2-й гвардейской бригады, 1-й батальон 3-й гвардейской бригады и спецназ МВД атаковали позиции 98-й бригады армии РСК (около 549 бойцов). Её оборону поддерживала батарея 155-мм орудий с территории РС, 4 76-мм орудия из села Язавица и 8 82-мм минометов из Пакленицы. В 5:50 командир 1-го пехотного батальона получил приказ действовать по району населённого пункта Кричка, а артиллерия обстреливала Новску. Через десять минут батальон начал бой с отрядами хорватов у Кричкино-Брдо. Предположительно, это были 2-й баталон 1-й гвардейской бригады и спецназ МВД.
Оборону 98-й бригады хорваты прорвали в нескольких местах. В 9:30 2-й пехотный батальон бригады отступил на новые позиции у Зоркино-Брдо. В 9:40 в одном месте через неприкрытую территорию в тыл сербам вышел хорватский отряд численностью до батальона и окружил 2-й батальон 98-й бригады и мирное население в селе Пакленица. Довольно быстро была разбита оборона сербского МВД возле шоссе. В помощь 2-му батальону подполковник Бабич отправил группу из 15 человек. Они пытались прорваться к Пакленице до 14:00, но, понеся потери, отступили. Примерно в это же время 1-й батальон отступил к Раичу, пытаясь организовать оборону. Часть 2-го батальона, окруженного в Пакленице, сдалась днем 1 мая.
На протяжении боёв утром 1 мая 98-я бригада организованно сообщала о положении дел и постоянно просила поддержки артиллерии. Ещё в 11:37 на позиции прибыло подкрепление — два танка Т-55. Один остался у шоссе, другой выдвинулся к Пакленице. Окрестности Райича оборонялись 3 часа 15 минут. После артиллерийского обстрела и при поддержке авиации хорватская пехота и танки пошли в наступление. Оборона оставшихся подразделений 98-й бригады была разбита, штаб эвакуировался. Солдаты и гражданское население отступали к Окучанам. В промежуток времени между 13:00 и 16:30 подполковник Миланко Бабич прибыл в штаб корпуса, причем прибыл с территории Республики Сербской и сообщил о разгроме бригады и гибели 89 бойцов.
На западном направлении в 20:00 63 сербских солдата организовали оборону у Ладжевца. Уже через 30 минут противник с двух вертолётов высадил десант у М. Баре, который атаковал сербов. С наступлением ночи бои стихли.
На севере анклава, в районе Пакраца, хорватские войска ограничились обстрелами сербских позиций и отбросили сербов от города. После этого активных действий ими не предпринималось до вечера 2 мая.
С востока, со стороны Нова-Градишки, хорватская армия атаковала в трех направлениях. 3-й пехотный батальон 54-й бригады краинской армии был атакован в 7:00. К 8:30 хорваты заняли Горици, однако к 9:30 сербам удалось стабилизировать оборону у Доньи-Богичевцев. Примерно в это же время бойцы 54-й бригады обороняли село Драгалич от 4-го батальона 5-й гвардейской бригады, танковой роты 123-й бригады и 265-й роты спецназа. В 9:00 два хорватских танка вышли в тыл сербам. После этого свои позиции оставили 80 милиционеров и взвод военной полиции. В 13:00 2-й батальон был отброшен от Просека к Ратковцу, хорватская авиация бомбила Забрдо. Хорватская атака на Доньи-Богичевци была отбита. В 14:00 хорваты полностью заняли Просеку, а через 45 минут обошли Ратковац. В 15:00 2-й батальон отступил с целью организации новой линии обороны. Подполковник Стево Бабац приказал начать эвакуацию мирного населения.
План хорватской атаки не предполагал затяжных боев за Драгалич. Главным штабом хорватской армии был запланирован обходной манёвр, совершить который должны были бойцы 81-го гвардейского батальона и полицейский спецназ. Эти силы должны были прорвать слабые сербские позиции севернее Драгалича, наступая от села Шаговина-Машичка, и затем резко повернуть на юг, захватив село Цаге, и выйти прямо к Окучанам. Таким образом, Драгалич и сербские оборонительные позиции вокруг него попадали в полуокружение и становились бессмысленными.
В 17:55 хорватская авиация бомбила Доньи-Богичевци, один самолёт бомбил группу беженцев на севере анклава. В 19:00 четыре вертолёта хорватских ВВС высадили десант на Рибняк. В 19:30 хорваты вышли на дорогу Окучани-Градишка. В 19:45 54-я бригада потеряла связь со своим 1-м батальоном и со штабом корпуса. В 21:00 полковник Бабич приказал эвакуировать гражданское население Западной Славонии (более 18 тысяч человек), подразделениям отойти на запасные позиции и провести контратаки. К ночи 1 мая Окучани уже находились в окружении. 54-я бр. после отступления 2-го батальона Была не в силах оказывать существенного сопротивления противнику, большинство её бойцов ночью вместе с семьями ушли в Градишку.
Вечером 1 мая в селе Нови-Варош хорватский спецназ атаковал колонну беженцев и отступающих сербских солдат, направлявшихся в Градишку.

### 2 — 4 мая
Благодаря полковнику Перичу (заместителю командира 18-го корпуса) была организована оборона Окучан с запада. В 1:30 Перич попросил подкреплений для обороны города. В ответ ему сообщили, что легкопехотная бригада из Босанска-Градишки форсировала Саву, но не может прорваться через село Нови-Варош. 51-й бригаде в штабе корпуса приказали пробиваться к Окучанам, но это не было выполнено. Перич предложил Бабичу следующий план: выдвинувшаяся из Окучан группа бойцов с пятью танками зачистит Нови-Варош, соединится с бригадой из Градишки, вернётся в Окучани, а после организации обороны прорвет окружение на севере и соединится с 51-й бригадой. Полковник Бабич предложил ему действовать на своё усмотрение.
В 4:00 2 мая 50 человек и 5 танков Т-55 двинулись в направлении Нови-Варош. Танки прошли село не обнаружив противника и уже не вернулись в Окучани. Пехота обошла населённый пункт с запада и вышла к реке Сава. Обещанное подкрепление в виде бригады также не двинулось с места.
В самих Окучанах оборона постепенно разваливалась — бойцы покидали позиции. С помощью нескольких офицеров Перич смог сформировать новую линию обороны с 80 солдатами. Но они потребовали прорыва через Нови Варош, соединения с подкреплением и только после этого уже оборонять Окучани. Перич был вынужден согласиться. К моменту их прибытия в село там уже шли бои — более 2000 мирных жителей и незначительное количество солдат пытались прорваться в Градишку под огнём хорватского спецназа, который велся из самого села и из леса Прашник. В 12:10 последние группы солдат и беженцев миновали Нови-Варош.
В 13:00 с востока в Окучани вошли 4-й батальон 5-й гвардейской бригады, 81-й гвардейский батальон и спецназ МВД. Чуть позже к городу подтянулись и подразделения, наступавшие с запада. 51-я бригада краинской армии, 59-й и 63-й отряды и 1-й батальон 54-й бригады вместе с ударным батальоном, который остался без командира, оказались в полном окружении на севере Западной Славонии. В Пакленице оставался окружённым 2-й батальон 98-й бригады. Часть его бойцов сдалась днём 1 мая. Многие из оставшихся сдались 3 мая. 7 мая командир батальона сумел вывести на территорию Республики Сербской 50 бойцов. Другие окружённые сербские подразделения собрались к юго-востоку от Пакраца.
В воздушном пространстве Западной Славонии активно действовали хорватские ВВС, атаковавшие ряд целей и оказывавшие поддержку наземным войскам. Утром 2 мая две пары хорватских МиГ-21 пытались уничтожить мост через Саву между Стара-Градишкой и Градишкой в Республике Сербской, но промахнулись. Часть сброшенных бомб упала на жилые дома близ больницы в Градишке. В результате, по данным сербской стороны, были убиты двое детей, шести и девяти лет. Некоторые источники приписывают этот удар Рудольфу Перешину, другие — пилотам Ивандичу и Селаку.
Пытаясь оказать давление на хорватскую сторону, президент РСК Милан Мартич отдал приказ обстрелять Загреб из РСЗО «Оркан», что было выполнено 2 и 3 мая. В результате обстрела погибли 7 человек и до 196 были ранены.

Арест сербской переговорной делегации

2 мая полковник Бабич приказал командиру 51-й бригады Харамбашичу сдать все тяжёлое вооружение и 600 единиц личного оружия аргентинскому батальону СООНО. Однако хорватские солдаты арестовали Харамбашича прямо на переговорах, после чего при поддержке артиллерии начали наступление. К 3 мая им в плен сдалось около 600 человек, 4 мая ещё около 800.
3 мая в 01:00 хорватские подразделения заняли Стара-Градишку. Днем того же дня сдалась и большая часть 2-го батальона 98-й бригады, который ещё 1 мая был окружен в Пакленице. Между тем, около 50 его бойцов во главе с командиром Стеваном Лиляком 7 мая смогли форсировать Саву и выйти на территорию Республики Сербской.
Утром 4 мая генерал Бобетко приказал начать операцию по зачистке занятой местности. Перед этим по районам скопления разбитых сербских подразделений и беженцев был нанесен удар 122-мм РСЗО. Зачистка местности продолжалась несколько недель.

## Дальнейшие события
До 5 мая хорватские власти не позволяли представителям международных и гуманитарных организаций посетить Окучани и Пакрац, а также другие места боев. Специальному представителю генсека ООН Ясуши Акаши, намеревавшемуся прибыть в Дарувар для организации эвакуации сербских беженцев, въезд был запрещен. Российская Федерация настояла на срочном проведении заседания Совета безопасности ООН. Члены СБ были оповещены о событиях в Западной Славонии, но резолюции не последовало. Совбез принял только сообщения председательствующего 1 и 4 мая, в которых осуждались военные действия, приведшие к человеческим жертвам и изгнанию сербского населения. 17 мая Совет Безопасности ООН принял резолюцию 994, которая призывала обе стороны к сотрудничеству с миротворческими силами и отводу войск от линии разделения.
После операции правительство Сербской Краины создало специальную комиссию, которая должна была установить ответственных за потерю Западной Славонии. Однако её выводы остались неизвестными для общественности. Краинские сербы также обвинили миротворцев СООНО в содействии хорватской стороне. По утверждениям представителей краинского правительства, иорданский батальон передал хорватам часть своего вооружения, а аргентинский батальон открыто сотрудничал с хорватскими подразделениями. Корректными были названы действия только непальского батальона.
После майских событий в Республике Сербская Краина начались кадровые чистки в силовых структурах, усилились взаимные обвинения и упаднические настроения. Начали распространяться слухи о предательстве со стороны Милошевича и Караджича.
В результате проведенной в августе 1995 года совместной хорватско-боснийской операции «Буря» Республика Сербская Краина перестала существовать.
В Хорватии 1 мая отмечается как «День освобождения Западной Славонии». Солдаты и офицеры, участвовавшие в операции, были награждены специальными медалями, а в Окучанах ежегодно проводятся торжественные празднования. Для краинских сербов 1 мая стало днем траура, в этот день они проводят панихиды в память о погибших.

## Потери сторон. Обвинения в совершении военных преступлений
Всего от действий хорватских войск погибли 283 человека, среди которых 57 женщин и 9 детей. Хорватскими солдатами были собраны 168 тел и захоронены без установления личности. Остальные жертвы числятся пропавшими без вести. Около 1500 солдат и ополченцев попали в плен. Гражданские сербы, которые не успели бежать из Западной Славонии, хорватскими войсками были интернированы в специальные лагеря, откуда благодаря усилиям миротворцев СООНО и гуманитарных организаций перевезны в Республику Сербскую и Союзную Республику Югославию. Согласно данным гуманитарных организаций, в октябре 1995 года на территории Западной Славонии проживали всего 800 сербов.
 Хорватские потери составили от 42 до 60 солдат убитыми во время операции и 186 ранеными, и 7 гражданских лиц, погибших во время обстрела Загреба сербами. Потери в технике составили 1 самолёт, 2 вертолёта, 1 танк.

Массовое захоронение сербских жертв хорватского наступления на Западную Славонию

Обе стороны обвиняли друг друга в совершении военных преступлений во время операции.
Так, сербская сторона обвиняла хорватов в намеренном обстреле колонн беженцев во время переправы через Саву у Ясеноваца и Стара-Градишки. Во время этих обстрелов погибли мирные граждане, в том числе женщины и дети. 2 мая швед Ханс Андерс Ярвестам (гражданский полицейский из сил ООН) находился в колонне беженцев и сообщал:
По дороге к Новске видели ужасные сцены, самое маленькое — 50 трупов вдоль пути. Были это и сербские военные и гражданские. Многие дома были уничтожены.
В докладе Комиссии по правам человека ООН сказано, что хорватская армия обстреливала трассу от Окучан до моста через Саву, по которой двигались сербские беженцы. После прекращения боев данная местность подвергалась очистке, также была замечена колонна рефрижераторов. После 4 мая её посетили международные наблюдатели, которые, однако не нашли там следов нарушения гуманитарного права. В докладе также были приведены несколько случаев убийств гражданских лиц хорватскими солдатами, записанных со слов очевидцев. Согласно докладу, хорватские солдаты целенаправленно уничтожили некоторые дома в населенных пунктах Окучани, Врбовляни и Човац. Было зафиксировано мародерство, в основном со стороны хорватских военных, в меньшей степени — со стороны отступавших сербов.
По мнению Human Rights Watch, нарушения правил ведения войны со стороны хорватской армии не были широко распространены. Но нарушения гуманитарного права и прав человека имели место во время и после наступления, и многие обвинения требуют ещё дальнейшего изучения. Данная организация также выдвинула версию, что обстрел беженцев хорватскими солдатами мог быть целенаправленным.
В 2001 году хорватская пресса написала о том, что непосредственно после операции несколько десятков взятых в плен сербских солдат пропали без вести. Исследователи из хорватского Института истории писали, что хорватские солдаты нарушали правила ведения войны по отношению к гражданскому сербскому населению и военнопленным, а военная полиция задержала значительное количество солдат, обвиненных в нарушениях правил и дисциплинарных проступках, а также мародеров из числа армейских подразделений. На поставленных контрольно-пропускных пунктах военная полиция изъяла у мародеров значительное количество оружия и снаряжения, автомобили и различное ценное имущество.
Предпринятый сербской стороной ракетный обстрел хорватских городов, в результате которого погибли 7 и были ранены как минимум 175 мирных граждан, был признан Международным трибуналом по бывшей Югославии военным преступлением. Защита Милана Мартича, признанного ответственным за это преступление, назвала его адекватным ответом на действия хорватов, но трибунал отверг эту аргументацию. Мартич был приговорён судом к 35 годам тюремного заключения.
В апреле 2012 года хорватское правосудие начало расследование убийства 23 лиц в населенном пункте Медари, а также расследование многочисленных издевательств по отношению к сербским военнопленным.